# Catégorie FIA Or
La catégorie Or est une catégorie de pilotes FIA qui fait partie de la catégorisation créée par la Fédération Internationale de l'Automobile et répertorie les pilotes en fonction de leurs accomplissements, de leurs performances et de leur âge.
Cette catégorisation est utilisée dans les courses de voitures de sport telles que le Championnat du monde d'endurance FIA, le WeatherTech SportsCar Championship, l'European Le Mans Series… Les listes FIA WEC et FIA GT3, auparavant distinctes, fusionnent en 2015. La catégorisation initiale était basée sur l'âge du conducteur et son parcours professionnel. Les championnats qui utilisent les classements FIA doivent accepter de soumettre des données pertinentes à la FIA.

## Exigences pour la catégorie Or
Les classements des pilotes sont révisés chaque année et publiés en décembre.

### Définition générale
- activité professionnelle principale liée au pilotage dans le sport automobile ;
- participation à du karting de haut niveau pendant trois saisons ou plus ;
- participation à des compétitions de monoplaces significatives pendant plus de deux saisons avec au moins un podium ;
- la carrière du pilote en sport automobile (karting ou automobile) a débuté avant l'âge de vingt ans avec au moins cinq saisons complètes de résultats.

### Résultats en compétition
- top 5 au classement général d'un championnat niveau 2 (Porsche Supercup, NASCAR Cup Series, Championnat de Formule 3 FIA, Formule Renault V6 Eurocup, Indy Lights, une série internationale de Formule 4, n'importe quelle Coupe du Monde FIA (à l'exception de la Coupe des Nations de la FIA et des FIA Motorsport Games), Deutsche Tourenwagen Masters, Super Formula, Super GT ;
- vainqueur d'une série niveau 3 (au classement général ou par catégorie dans les courses multi-classes). Les championnats de niveau 3 comprennent les championnats régionaux et nationaux de voitures de tourisme, Coupe Porsche Carrera régionale ou nationale, championnat LMP3 régionale ou nationale, championnat GT4 régionale ou nationale, Xfinity Series, Camping World Truck Series, Championnat d'Europe de la montagne, Championnats internationaux et européens de karting ;
- niveau de performance comparable à celui des pilotes Or ;
- tout autre critère supplémentaire jugé digne d'être pris en considération par le comité.

Les accomplissements professionnels suivants des pilotes classés dans les championnats surveillés entraînent une mise à niveau vers la catégorie or :
- terminer dans le top 3 de la Silver Cup dans un championnat GT World Challenge ;
- obtenir des résultats pertinents en course en LMP2, LMP3, LMGTE Am (y compris ELMS) et GT3 (en Asian Le Mans Series et Le Mans Cup).

### Âge
- les pilotes de plus de 50 ans perdent un grade la saison suivant leur 50e anniversaire (à partir de 2023, les déclassements d'âge commencent après 55 ans) ;
- les pilotes de plus de 55 ans perdent un grade supplémentaire la saison suivant leur 55e anniversaire ; aucun pilote de plus de 55 ans ne peut être au-dessus de la catégorisation Argent.

### Discrétionnaire
Les pilotes dont les performances et les accomplissements, bien qu'ils ne soient pas couverts par l'une des définitions ci-dessus, peuvent être considérés comme Or par la FIA.

## Pilotes actuels
La liste publiée sur le site Internet de la FIA au début de la saison 2023 comprend 447 pilotes titulaires de la licence Or,,.
| Nom                             | Pays                             | Saison actuelle/plus récente                                                                                                 | Notes  |
| ------------------------------- | -------------------------------- | --- | ------ |
| Jonathan Aberdein               | Afrique du Sud                   | European Le Mans Series 2023                                                                                                 |        |
| Vincent Abril                   | France                           | Michelin Le Mans Cup 2023 |        |
| Daniel Abt                      | Allemagne                        | Championnat de Formule E FIA 2019-2020                                                                                       |        |
| Riccardo Agostini (en)          | Italie                           | 2023 International GT Open                                                                                                   |        |
| Enaam Ahmed (en)                | Royaume-Uni                      | 2023 Indy NXT |        |
| Joey Alders                     | Pays-Bas                         | European Le Mans Series 2021                                                                                                 |        |
| Giuliano Alesi                  | France                           | 2023 Super Formula Championship/Super GT 2023                                                                                |        |
| James Allen                     | Australie                        | WeatherTech SportsCar Championship 2023/European Le Mans Series 2023                                                         |        |
| A. J. Allmendinger              | États-Unis                       | NASCAR Cup Series 2023 | [ 6 ]  |
| Giacomo Altoè (en)              | Italie                           | GT World Challenge Europe Sprint Cup 2023                                                                                    |        |
| Zoël Amberg (en)                | Suisse                           | Championnat de GP2 Series 2015                                                                                               |        |
| Julien Andlauer                 | France                           | WeatherTech SportsCar Championship 2023/European Le Mans Series 2023                                                         |        |
| Marco Andretti                  | États-Unis                       | 2023 SRX Series |        |
| Scott Andrews (de)              | Australie                        | 2023 Michelin Pilot Challenge                                                                                                |        |
| Richard Antinucci               | États-Unis                       | 2022 Lamborghini Super Trofeo North America                                                                                  |        |
| Seiji Ara                       | Japon                            | Super GT 2023 | [ 7 ]  |
| Marcus Armstrong                | Nouvelle-Zélande                 | IndyCar Series 2023 |        |
| Ralf Aron                       | Estonie                          | GT World Challenge Europe Endurance Cup 2023/2023 ADAC GT Masters                                                            |        |
| Sebastian Asch                  | Allemagne                        | 2021 ADAC GT Masters | [ 8 ]  |
| Lawson Aschenbach               | États-Unis                       | WeatherTech SportsCar Championship 2020                                                                                      |        |
| Oliver Askew                    | États-Unis                       | Championnat du monde de Formule E FIA 2021-2022                                                                              |        |
| Bill Auberlen                   | États-Unis                       | WeatherTech SportsCar Championship 2023                                                                                      |        |
| Gabriel Aubry                   | France                           | Championnat du monde d'endurance FIA 2023                                                                                    |        |
| Mikel Azcona (en)               | Espagne                          | 2023 TCR World Tour |        |
| Fabio Babini                    | Italie                           | Michelin Le Mans Cup 2022 |        |
| Alessandro Balzan               | Italie                           | 2023 GT World Challenge America                                                                                              |        |
| Rodrigo Baptista (en)           | Brésil                           | 2023 Stock Car Pro Series/GT World Challenge Europe Endurance Cup 2023                                                       |        |
| João Barbosa                    | Portugal                         | WeatherTech SportsCar Championship 2023                                                                                      |        |
| Ben Barker                      | Royaume-Uni                      | Championnat du monde d'endurance FIA 2023/GT World Challenge Europe Endurance Cup 2023                                       |        |
| Rubens Barrichello              | Brésil                           | 2023 Stock Car Pro Series |        |
| Nico Bastian (en)               | Allemagne                        | 2023 ADAC GT Masters |        |
| Dominik Baumann (en)            | Autriche                         | GT World Challenge Europe Endurance Cup 2022                                                                                 |        |
| Mathias Beche                   | Suisse                           | European Le Mans Series 2023                                                                                                 |        |
| Andrea Belicchi                 | Italie                           | Championnat du monde d'endurance FIA 2019-2020                                                                               |        |
| Matt Bell                       | Royaume-Uni                      | WeatherTech SportsCar Championship 2023/Michelin Le Mans Cup 2023                                                            |        |
| Townsend Bell                   | États-Unis                       | WeatherTech SportsCar Championship 2020                                                                                      |        |
| Mehdi Bennani                   | Maroc                            | 2022 World Touring Car Cup                                                                                                   |        |
| Michele Beretta (en)            | Italie                           | GT World Challenge Europe Endurance Cup 2023                                                                                 |        |
| Olivier Beretta                 | Monaco                           | Championnat du monde d'endurance FIA 2019-2020                                                                               |        |
| Emil Bernstorff                 | Royaume-Uni                      | Championnat de GP2 Series 2016/Sim Racing only since 2017                                                                    | [ 9 ]  |
| Nathanaël Berthon               | France                           | European Le Mans Series 2023/Championnat du monde d'endurance FIA 2023                                                       |        |
| Andrea Bertolini                | Italie                           | GT World Challenge Europe Endurance Cup 2023                                                                                 |        |
| Bruno Besson                    | France                           | Championnat de France FFSA GT 2019                                                                                           | [ 10 ] |
| Thomas Biagi                    | Italie                           | 2017 International GT Open                                                                                                   |        |
| René Binder                     | Autriche                         | European Le Mans Series 2023                                                                                                 |        |
| Jeroen Bleekemolen              | Pays-Bas                         | 2023 GT4 America Series |        |
| Dorian Boccolacci               | France                           | 2023 Porsche Supercup |        |
| Jonathan Bomarito               | États-Unis                       | WeatherTech SportsCar Championship 2022                                                                                      |        |
| Marco Bonanomi                  | Italie                           | 2021 International GT Open                                                                                                   |        |
| Antonin Borga                   | Suisse                           | GT World Challenge Europe Endurance Cup 2023                                                                                 |        |
| Wayne Boyd                      | Royaume-Uni                      | WeatherTech SportsCar Championship 2023/Michelin Le Mans Cup 2023                                                            |        |
| Richard Bradley                 | Royaume-Uni                      | European Le Mans Series 2022                                                                                                 |        |
| Colin Braun                     | États-Unis                       | WeatherTech SportsCar Championship 2023                                                                                      |        |
| Luke Browning                   | Royaume-Uni                      | Championnat de Formule 3 FIA 2023                                                                                            |        |
| Alex Brundle                    | Royaume-Uni                      | Championnat du monde d'endurance FIA 2022                                                                                    |        |
| Alex Buncombe (en)              | Royaume-Uni                      | 2020 Intercontinental GT Challenge                                                                                           |        |
| Rory Butcher (en)               | Royaume-Uni                      | 2023 British Touring Car Championship                                                                                        |        |
| Bastian Buus (en)               | Danemark                         | 2023 Porsche Supercup |        |
| Olli Caldwell                   | Royaume-Uni                      | Championnat du monde d'endurance FIA 2023/European Le Mans Series 2023                                                       |        |
| Thiago Camilo (en)              | Brésil                           | 2023 Michelin Pilot Challenge                                                                                                |        |
| Dan Cammish (en)                | Royaume-Uni                      | 2023 British Touring Car Championship                                                                                        |        |
| Sergio Campana                  | Italie                           | European Le Mans Series 2022                                                                                                 |        |
| Agustin Canapino (en)           | Argentine                        | IndyCar Series 2023 |        |
| Adam Carroll                    | Royaume-Uni                      | GT World Challenge Europe Endurance Cup 2023/2023 GT World Challenge America                                                 |        |
| Michael Caruso (en)             | Australie                        | 2022 TCR Australie Touring Car Series                                                                                        |        |
| Nick Cassidy                    | Nouvelle-Zélande                 | Championnat du monde de Formule E FIA 2022-2023                                                                              |        |
| Kevin Ceccon (en)               | Italie                           | 2023 TCR World Tour |        |
| Paul-Loup Chatin                | France                           | WeatherTech SportsCar Championship 2023/European Le Mans Series 2023                                                         |        |
| Gabby Chaves                    | Colombie                         | WeatherTech SportsCar Championship 2023                                                                                      |        |
| Henrique Chaves                 | Portugal                         | GT World Challenge Europe 2023                                                                                               |        |
| Eddie Cheever III (en)          | Italie/ États-Unis               | GT World Challenge Europe Endurance Cup 2023/2023 International GT Open                                                      |        |
| Katsumasa Chiyo (en)            | Japon                            | Super GT 2023 |        |
| Adam Christodoulou              | Royaume-Uni                      | 2023 International GT Open/2023 GT World Challenge America                                                                   |        |
| Austin Cindric                  | États-Unis                       | NASCAR Cup Series 2023 |        |
| Marco Cioci                     | Italie                           | 2019 Italian GT Championship                                                                                                 |        |
| Dani Clos                       | Espagne                          | European Le Mans Series 2019                                                                                                 |        |
| Marcus Clutton (en)             | Royaume-Uni                      | 2023 British GT Championship                                                                                                 | [ 11 ] |
| Jonny Cocker                    | Royaume-Uni                      | 2019 British GT Championship                                                                                                 | [ 12 ] |
| Franco Colapinto                | Argentine                        | Championnat de Formule 3 FIA 2023                                                                                            |        |
| Stefano Coletti                 | Monaco                           | 2020 International GT Open                                                                                                   |        |
| Lorenzo Colombo                 | Italie                           | Championnat du monde d'endurance FIA 2022/European Le Mans Series 2022                                                       |        |
| Tom Coronel                     | Pays-Bas                         | 2023 TCR World Tour |        |
| Kei Cozzolino                   | Japon                            | 2023 GT World Challenge Asia/Michelin Le Mans Cup 2023                                                                       |        |
| Matt Crafton (en)               | États-Unis                       | NASCAR Cup Series 2023 |        |
| Eric Curran                     | États-Unis                       | 2022 GT4 America Series |        |
| Conor Daly                      | États-Unis                       | IndyCar Series 2023 |        |
| Ryan Dalziel                    | Royaume-Uni                      | WeatherTech SportsCar Championship 2023/2023 GT World Challenge America                                                      |        |
| Jehan Daruvala                  | Inde                             | Championnat de Formule 2 2023                                                                                                |        |
| James Davison                   | Australie                        | NASCAR Cup Series 2021 |        |
| Will Davison (en)               | Australie                        | 2023 Supercars Championship                                                                                                  |        |
| Reshad de Gerus                 | France                           | European Le Mans Series 2023                                                                                                 |        |
| Ulysse de Pauw (en)             | Belgique                         | Championnat du monde d'endurance FIA 2023/European Le Mans Series 2023                                                       |        |
| Connor De Phillippi             | États-Unis                       | WeatherTech SportsCar Championship 2023                                                                                      |        |
| Simona de Silvestro             | Suisse                           | IndyCar Series 2022 |        |
| Ugo de Wilde                    | Belgique                         | European Le Mans Series 2022                                                                                                 |        |
| Louis Delétraz                  | Suisse                           | Championnat du monde d'endurance FIA 2023/European Le Mans Series 2023/WeatherTech SportsCar Championship 2023               |        |
| Jake Dennis                     | Royaume-Uni                      | Championnat du monde de Formule E FIA 2022-2023                                                                              |        |
| Ben Devlin (en)                 | Royaume-Uni                      | WeatherTech SportsCar Championship 2016                                                                                      |        |
| Marvin Dienst (en)              | Allemagne                        | 2022 ADAC GT Masters/Prototype Cup Germany 2022                                                                              |        |
| Tom Dillmann                    | France                           | Championnat du monde d'endurance FIA 2023                                                                                    |        |
| Austin Dillon                   | États-Unis                       | NASCAR Cup Series 2023 |        |
| Jack Doohan                     | Australie                        | Championnat de Formule 2 2023                                                                                                |        |
| Thomas Drouet                   | France                           | GT World Challenge Europe Endurance Cup 2023                                                                                 |        |
| David Droux                     | Suisse                           | Michelin Le Mans Cup 2023 |        |
| Felipe Drugovich                | Brésil                           | Championnat de Formule 2 2022                                                                                                |        |
| Peter Dumbreck                  | Royaume-Uni                      | 2020 Nürburgring Langstrecken Series                                                                                         |        |
| Paul Dumbrell (en)              | Australie                        | 2018 Super2 Series |        |
| Salvador Durán                  | Mexique                          | Championnat de Formule E FIA 2015-2016                                                                                       |        |
| Stef Dusseldorp                 | Pays-Bas                         | 2019 Nürburgring Langstrecken Series                                                                                         |        |
| Charlie Eastwood                | Irlande (pays)                   | Championnat du monde d'endurance FIA 2023/European Le Mans Series 2023                                                       |        |
| Yann Ehrlacher                  | France                           | 2023 TCR World Tour |        |
| Tio Ellinas                     | Chypre (pays)                    | 2021 Porsche Supercup |        |
| Philip Ellis                    | Royaume-Uni                      | WeatherTech SportsCar Championship 2023/GT World Challenge Europe Endurance Cup 2023                                         |        |
| Christian Engelhart (en)        | Allemagne                        | GT World Challenge Europe 2023/Championnat DTM 2023                                                                          |        |
| Luca Engstler (en)              | Allemagne                        | Championnat DTM 2023/2023 International GT Open                                                                              |        |
| Adam Eteki                      | France                           | 2023 GT World Challenge |        |
| Jaxon Evans                     | Nouvelle-Zélande                 | 2023 ADAC GT Masters/WeatherTech SportsCar Championship 2023                                                                 |        |
| Mitch Evans                     | Nouvelle-Zélande                 | Championnat du monde de Formule E FIA 2022-2023                                                                              |        |
| Simon Evans (en)                | Nouvelle-Zélande                 | 2021–22 Toyota Finance 86 Championship                                                                                       |        |
| Ryan Eversley (en)              | États-Unis                       | 2023 Michelin Pilot Challenge                                                                                                |        |
| Charlie Fagg                    | Royaume-Uni                      | GT World Challenge Europe Endurance Cup 2023/2023 International GT Open                                                      |        |
| Jody Fannin                     | Royaume-Uni                      | European Le Mans Series 2021                                                                                                 |        |
| Dominik Farnbacher              | Allemagne                        | WeatherTech SportsCar Championship 2019                                                                                      |        |
| Mario Farnbacher                | Allemagne                        | 2023 GT World Challenge America                                                                                              |        |
| Fairuz Fauzy                    | Malaisie                         | 2017 Blancpain GT Series Asia                                                                                                |        |
| Sacha Fenestraz                 | France                           | Championnat du monde de Formule E FIA 2022-2023                                                                              |        |
| Felipe Fernández Laser (en)     | Allemagne                        | Michelin Le Mans Cup 2023 |        |
| Lorenzo Ferrari (en)            | Italie                           | GT World Challenge Europe Endurance Cup 2023                                                                                 |        |
| Santino Ferrucci                | États-Unis                       | IndyCar Series 2023 |        |
| Sennan Fielding (en)            | Royaume-Uni                      | Michelin Le Mans Cup 2023 |        |
| Luca Filippi                    | Italie                           | 2022 FIA eTouring Car World Cup                                                                                              |        |
| Dean Fiore (en)                 | Australie                        | Intercontinental GT Challenge 2023                                                                                           |        |
| Christian Fittipaldi            | Brésil                           | WeatherTech SportsCar Championship 2018                                                                                      |        |
| Enzo Fittipaldi                 | Brésil                           | Championnat de Formule 2 2023                                                                                                |        |
| Pietro Fittipaldi               | Brésil                           | Championnat du monde d'endurance FIA 2023                                                                                    |        |
| Robby Foley                     | États-Unis                       | WeatherTech SportsCar Championship 2023/2023 Michelin Pilot Challenge                                                        |        |
| Alex Fontana                    | Suisse                           | GT World Challenge Europe Endurance Cup 2023                                                                                 |        |
| Lucas Foresti                   | Brésil                           | 2023 Stock Car Pro Series |        |
| Nick Foster (en)                | Australie                        | Championnat du monde d'endurance FIA 2019-2020                                                                               |        |
| Tommy Foster (en)               | Royaume-Uni                      | Michelin Le Mans Cup 2023 |        |
| Felipe Fraga                    | Brésil                           | WeatherTech SportsCar Championship 2023/2023 Stock Car Pro Series                                                            |        |
| Marino Franchitti               | Royaume-Uni                      | WeatherTech SportsCar Championship 2017                                                                                      |        |
| Ernie Francis Jr (en)           | États-Unis                       | 2023 Indy NXT |        |
| Kaylen Frederick                | États-Unis                       | Championnat de Formule 3 FIA 2023                                                                                            |        |
| Rahel Frey                      | Suisse                           | Championnat du monde d'endurance FIA 2023/GT World Challenge Europe Endurance Cup 2023/WeatherTech SportsCar Championship    |        |
| Tomonobu Fujii                  | Japon                            | Championnat du monde d'endurance FIA 2023                                                                                    |        |
| Nirei Fukuzumi                  | Japon                            | 2023 Super Formula Championship/Super GT 2023                                                                                |        |
| David Fumanelli (en)            | Italie                           | 2023 International GT Open                                                                                                   |        |
| Simon Gachet                    | France                           | GT World Challenge Europe 2023                                                                                               |        |
| Tom Gamble                      | Royaume-Uni                      | Asian Le Mans Series 2023 |        |
| Naoya Gamou (en)                | Japon                            | Super GT 2023 |        |
| Oliver Gavin                    | Royaume-Uni                      | WeatherTech SportsCar Championship 2020                                                                                      |        |
| Kuba Giermaziak (en)            | Pologne                          | 2023 Nürburgring Langstrecken Series                                                                                         |        |
| Nestor Girolami (en)            | Argentine                        | 2023 TCR World Tour |        |
| Benjamin Goethe (en)            | Monaco                           | GT World Challenge Europe 2023                                                                                               |        |
| Marcos Gomes                    | Brésil                           | 2023 Stock Car Pro Series |        |
| Jeff Gordon                     | États-Unis                       | NASCAR Cup Series 2016 |        |
| Ben Green (en)                  | Royaume-Uni                      | 2023 ADAC GT Masters |        |
| Mikael Grenier                  | Canada                           | WeatherTech SportsCar Championship 2023                                                                                      |        |
| Matt Griffin                    | Irlande (pays)                   | European Le Mans Series 2023                                                                                                 |        |
| Garett Grist                    | Canada                           | WeatherTech SportsCar Championship 2023                                                                                      |        |
| Enzo Guibbert                   | France                           | 2019 Porsche Carrera Cup France                                                                                              |        |
| Ross Gunn (en)                  | Royaume-Uni                      | WeatherTech SportsCar Championship 2023/2023 British GT Championship                                                         |        |
| Ayhancan Güven                  | Turquie                          | GT World Challenge Europe 2023/Championnat DTM 2023                                                                          |        |
| Ferdinand Habsburg              | Autriche                         | Championnat du monde d'endurance FIA 2023                                                                                    |        |
| Matt Halliday (en)              | Nouvelle-Zélande                 | 2017 Intercontinental GT Challenge                                                                                           |        |
| Joey Hand                       | États-Unis                       | 2022 Michelin Pilot Challenge                                                                                                |        |
| Euan Hankey                     | Royaume-Uni                      | 2023 British GT Championship                                                                                                 |        |
| Ben Hanley                      | Royaume-Uni                      | WeatherTech SportsCar Championship 2023/European Le Mans Series 2023                                                         |        |
| Phil Hanson                     | Royaume-Uni                      | Championnat du monde d'endurance FIA 2023/European Le Mans Series 2023                                                       |        |
| Jack Harvey                     | Royaume-Uni                      | IndyCar Series 2023 |        |
| Valentin Hasse-Clot (en)        | France                           | European Le Mans Series 2023/2023 GT World Challenge America/Michelin Le Mans Cup 2023                                       |        |
| Dennis Hauger                   | Norvège                          | Championnat de Formule 2 2023                                                                                                |        |
| Jack Hawksworth                 | Australie                        | WeatherTech SportsCar Championship 2023/European Le Mans Series 2023                                                         |        |
| Todd Hazelwood (en)             | Royaume-Uni                      | 2023 Supercars Championship                                                                                                  |        |
| Laurin Heinrich (en)            | Allemagne                        | GT World Challenge Europe Endurance Cup 2023/Championnat DTM 2023                                                            |        |
| Wolf Henzler                    | Allemagne                        | 2019 GT World Challenge America                                                                                              |        |
| Colton Herta                    | États-Unis                       | IndyCar Series 2023 |        |
| Max Hesse (en)                  | Allemagne                        | GT World Challenge Europe Endurance Cup 2023                                                                                 |        |
| Jan Heylen                      | Belgique                         | WeatherTech SportsCar Championship 2023                                                                                      |        |
| J. R. Hildebrand                | États-Unis                       | IndyCar Series 2022 |        |
| Cameron Hill (en)               | Australie                        | 2023 Supercars Championship                                                                                                  |        |
| James Hinchcliffe               | Canada                           | IndyCar Series 2021 |        |
| Trent Hindman                   | États-Unis                       | WeatherTech SportsCar Championship 2023                                                                                      |        |
| Kazuki Hiramine (en)            | Japon                            | Super GT 2023 |        |
| Katsuyuki Hiranaka              | Japon                            | Super GT 2023 |        |
| Gary Hirsch                     | Suisse                           | European Le Mans Series 2015                                                                                                 | [ 13 ] |
| Jonathan Hirschi                | Suisse                           | 2021 Nürburgring Endurance Series                                                                                            |        |
| Lee Holdsworth (en)             | Australie                        | 2022 Supercars Championship                                                                                                  |        |
| Paul Holton (en)                | États-Unis                       | WeatherTech SportsCar Championship 2022                                                                                      |        |
| Marco Holzer                    | Allemagne                        | 2023 Nürburgring Endurance Series                                                                                            |        |
| Jake Hughes                     | Royaume-Uni                      | Championnat du monde de Formule E FIA 2022-2023                                                                              |        |
| Raoul Hyman                     | Afrique du Sud/ Royaume-Uni      | 2023 Super Formula Championship                                                                                              |        |
| Laurents Hörr                   | Allemagne                        | European Le Mans Series 2023/Prototype Cup Germany 2023                                                                      |        |
| Alexandre Imperatori            | Suisse                           | 2023 GT World Challenge Asia                                                                                                 |        |
| Tom Ingram (en)                 | Royaume-Uni                      | 2023 British Touring Car Championship                                                                                        |        |
| Matevos Isaakyan                | Russie                           | European Le Mans Series 2020                                                                                                 |        |
| Daisuke Itō                     | Japon                            | Super GT 2023 |        |
| Jazeman Jaafar                  | Malaisie                         | European Le Mans Series 2022/2022 GT World Challenge Asia                                                                    |        |
| Jaroslav Janiš                  | Tchéquie                         | 2014 Lamborghini Super Trofeo season                                                                                         | [ 14 ] |
| Malthe Jakobsen                 | Danemark                         | European Le Mans Series 2023                                                                                                 |        |
| Nicolas Jamin                   | France                           | GT World Challenge Europe Endurance Cup 2023/2023 Lamborghini Super Trofeo North America                                     |        |
| Pierre-Alexandre Jean (en)      | France                           | 2022 GT World Challenge Europe                                                                                               |        |
| Mikkel Mac Jensen               | Danemark                         | 2023 GT World Challenge Asia                                                                                                 |        |
| Sérgio Jimenez                  | Brésil                           | 2023 Stock Car Pro Series |        |
| Erik Johansson (en)             | Suède                            | WeatherTech SportsCar Championship 2022                                                                                      |        |
| Billy Johnson (en)              | États-Unis                       | 2023 GT4 America Series |        |
| Ed Jones                        | Émirats arabes unis/ Royaume-Uni | WeatherTech SportsCar Championship 2023                                                                                      |        |
| Michel Jourdain Jr.             | Mexique                          | Súper Copa Mercedes Benz 2020                                                                                                |        |
| Maxime Jousse (en)              | France                           | 2019 Lamborghini Super Trofeo Asia                                                                                           |        |
| Thomas Jäger                    | Allemagne                        | 2019 International GT Open                                                                                                   |        |
| Pierre Kaffer                   | Allemagne                        | 2023 24H GT Series |        |
| Kyle Kaiser (en)                | États-Unis                       | IndyCar Series 2019 |        |
| Jonny Kane                      | Royaume-Uni                      | 2017 Blancpain GT Series |        |
| Steven Kane                     | Royaume-Uni                      | Blancpain GT Series Endurance Cup 2019                                                                                       |        |
| Sage Karam                      | États-Unis                       | 2023 NASCAR Xfinity Series                                                                                                   |        |
| Niko Kari                       | États-Unis                       | European Le Mans Series 2020                                                                                                 |        |
| Narain Karthikeyan              | Inde                             | Asian Le Mans Series 2021 |        |
| Tatsuya Kataoka (en)            | Japon                            | Super GT 2023 |        |
| Phil Keen                       | Royaume-Uni                      | 2022 British GT Championship                                                                                                 |        |
| Daniel Keilwitz                 | Allemagne                        | Michelin Le Mans Cup 2023 |        |
| Rick Kelly                      | Australie                        | 2020 Supercars Championship                                                                                                  |        |
| Todd Kelly                      | Australie                        | 2017 Supercars Championship                                                                                                  | [ 15 ] |
| Charlie Kimball                 | États-Unis                       | IndyCar Series 2020 |        |
| Jordan King                     | Royaume-Uni                      | Championnat du monde d'endurance FIA 2019-2020                                                                               |        |
| Harry King (en)                 | Royaume-Uni                      | 2023 Porsche Supercup |        |
| Kyle Kirkwood                   | États-Unis                       | IndyCar Series 2023 |        |
| Norbert Kiss (en)               | Hongrie                          | 2023 European Truck Racing Championship                                                                                      |        |
| Nicolai Kjaergaard (en)         | Danemark                         | GT World Challenge Europe 2023                                                                                               |        |
| Marvin Klein (en)               | France                           | 2022 Porsche Supercup |        |
| Jens Klingmann                  | Allemagne                        | 2023 GT World Challenge Asia/2023 Italian GT Championship                                                                    |        |
| Takashi Kobayashi (en)          | Japon                            | Super GT 2023 |        |
| Martin Kodrić (en)              | Croatie                          | 2023 International GT Open                                                                                                   |        |
| Takashi Kogure                  | Japon                            | Super GT 2023 |        |
| Kevin Korjus                    | Estonie                          | 2016 Renault Sport Trophy |        |
| Kazuto Kotaka (en)              | Japon                            | 2023 Super Formula Championship/Super GT 2023                                                                                |        |
| Johan Kristoffersson            | Suède                            | 2023 FIA World Rallycross Championship/2023 Extreme E Championship                                                           |        |
| Christian Krognes (en)          | Norvège                          | 2023 Nürburgring Langstrecken Series                                                                                         |        |
| Niklas Krütten                  | Allemagne                        | GT World Challenge Europe 2023                                                                                               |        |
| Patrick Kujala (en)             | Finlande                         | Michelin Le Mans Cup 2023 |        |
| Jesse Krohn                     | Finlande                         | 2023 GT World Challenge Asia                                                                                                 |        |
| Haruki Kurosawa                 | Japon                            | Asian Le Mans Series 2019-2020                                                                                               |        |
| Kirill Ladygin                  | Russie                           | 2019 TCR Russie |        |
| Andy Lally                      | États-Unis                       | WeatherTech SportsCar Championship 2023                                                                                      |        |
| Pedro Lamy                      | Portugal                         | WeatherTech SportsCar Championship 2020                                                                                      |        |
| Jon Lancaster                   | Royaume-Uni                      | European Le Mans Series 2023                                                                                                 |        |
| Kyle Larson                     | États-Unis                       | NASCAR Cup Series 2023 |        |
| Thomas Laurent                  | France                           | 2023 Lamborghini Super Trofeo Europe                                                                                         |        |
| Liam Lawson                     | Nouvelle-Zélande                 | 2023 Super Formula Championship                                                                                              |        |
| Antoine Leclerc (en)            | France                           | 2023 GT4 European Series |        |
| Arthur Leclerc                  | Monaco                           | Championnat de Formule 2 2023                                                                                                |        |
| Jose Antonio Ledesma Rueda (en) | Mexique                          | 2017 Ginetta GT5 Challenge                                                                                                   |        |
| Katherine Legge                 | Royaume-Uni                      | WeatherTech SportsCar Championship 2023                                                                                      |        |
| Matheus Leist (en)              | Brésil                           | WeatherTech SportsCar Championship 2020                                                                                      |        |
| Michael James Lewis (en)        | États-Unis                       | 2023 Michelin Pilot Challenge                                                                                                |        |
| Alex Lloyd (en)                 | Royaume-Uni                      | 2014 Pirelli World Challenge                                                                                                 |        |
| Alessio Lorandi                 | Italie                           | GT World Challenge Europe Endurance Cup 2020                                                                                 |        |
| Luca Ludwig                     | Allemagne                        | 2023 Nürburgring Langstrecken Series                                                                                         |        |
| Lucas Luhr                      | Allemagne                        | 2019 ADAC GT Masters |        |
| Dino Lunardi                    | Danemark                         | Michelin Le Mans Cup 2023 |        |
| Christian Lundgaard             | Danemark                         | IndyCar Series 2023 |        |
| Linus Lundqvist                 | Suède                            | Indy Lights 2022 |        |
| Richard Lyons (en)              | Royaume-Uni                      | 2019 Super GT Series |        |
| Qinghua Ma                      | Chine                            | 2023 TCR World Tour |        |
| Sascha Maassen                  | Allemagne                        | American Le Mans Series 2012                                                                                                 |        |
| Dean Macdonald (en)             | Royaume-Uni                      | GT World Challenge Europe 2023                                                                                               |        |
| Callum MacLeod (en)             | Royaume-Uni                      | 2023 British GT Championship                                                                                                 |        |
| Jan Magnussen                   | Danemark                         | 2023 TCR Danemark |        |
| Franck Mailleux                 | France                           | Championnat du monde d'endurance FIA 2023                                                                                    |        |
| Arjun Maini                     | Inde                             | GT World Challenge Europe Endurance Cup 2023/Championnat DTM 2023/2023 ADAC GT Masters                                       |        |
| Matteo Malucelli                | Italie                           | 2023 Porsche Carrera Cup Italie                                                                                              |        |
| David Malukas (en)              | États-Unis                       | IndyCar Series 2023 |        |
| Kyle Marcelli (en)              | Canada                           | WeatherTech SportsCar Championship 2023                                                                                      |        |
| Jann Mardenborough              | Royaume-Uni                      | 2020 Super GT Series |        |
| Artem Markelov                  | Russie                           | Championnat de Formule 2 2020                                                                                                |        |
| John Martin                     | Australie                        | 2021 TCR Australie Touring Car Series                                                                                        |        |
| Victor Martins                  | France                           | Championnat de Formule 2 2023                                                                                                |        |
| Raphael Matos                   | Brésil                           | 2022 GT4 America Series |        |
| Kōsuke Matsūra                  | Japon                            | Super GT 2023 |        |
| Ricardo Mauricio (en)           | Brésil                           | 2023 Stock Car Pro Series |        |
| Stevan McAleer (en)             | Royaume-Uni                      | 2023 Michelin Pilot Challenge/2023 GT World Challenge America                                                                |        |
| Michael McDowell                | États-Unis                       | NASCAR Cup Series 2023 | [ 6 ]  |
| Scott McLaughlin                | Nouvelle-Zélande                 | IndyCar Series 2023 |        |
| Jamie McMurray                  | États-Unis                       | NASCAR Cup Series 2021 |        |
| Michael Meadows (en)            | Royaume-Uni                      | Blancpain GT Series Endurance Cup 2019                                                                                       |        |
| Casey Mears                     | États-Unis                       | NASCAR Cup Series 2019 |        |
| Nigel Melker                    | Pays-Bas                         | 2014 Formula Acceleration 1 season                                                                                           | [ 16 ] |
| Nico Menzel (en)                | Allemagne                        | 2023 ADAC GT Masters |        |
| Andy Meyrick                    | Royaume-Uni                      | GT World Challenge Europe Endurance Cup 2023                                                                                 |        |
| Charles Milesi                  | France                           | Championnat du monde d'endurance FIA 2023                                                                                    |        |
| Joel Miller                     | États-Unis                       | 2023 Lamborghini Super Trofeo North America                                                                                  |        |
| Nicolas Minassian               | France                           | European Le Mans Series 2018                                                                                                 |        |
| Sandy Mitchell (en)             | Royaume-Uni                      | GT World Challenge Europe Endurance Cup 2023/2023 British GT Championship                                                    |        |
| Ritomo Miyata                   | Japon                            | Super GT 2023/2023 Super Formula Championship                                                                                |        |
| James Moffat (en)               | Australie                        | 2023 Trans-Am Australie Series                                                                                               |        |
| Daniel Morad                    | Canada                           | 2023 GT World Challenge America/2023 Michelin Pilot Challenge                                                                |        |
| Gianni Morbidelli               | Italie                           | 2019 TCR Europe Touring Car Series                                                                                           |        |
| Seb Morris (en)                 | Royaume-Uni                      | 2022 Porsche Carrera Cup Great Britain                                                                                       |        |
| Chaz Mostert (en)               | Australie                        | 2023 Supercars Championship                                                                                                  |        |
| Jörg Müller                     | Allemagne                        | 2022 Nürburgring Endurance Series                                                                                            |        |
| Sven Müller                     | Allemagne                        | GT World Challenge Europe Endurance Cup 2023/2023 ADAC GT Masters                                                            |        |
| Yvan Müller (en)                | Allemagne                        | 2022 World Touring Car Cup                                                                                                   |        |
| Daisuke Nakajima (en)           | Japon                            | 2019 Super GT Series |        |
| Yuichi Nakayama (en)            | Japon                            | Super GT 2023 |        |
| Yuhki Nakayama (en)             | Japon                            | 2022 Super GT Series |        |
| James Nash                      | Royaume-Uni                      | 2018 British Touring Car Championship                                                                                        |        |
| Norman Nato                     | France                           | Championnat du monde de Formule E FIA 2022-2023                                                                              |        |
| André Negrão                    | Brésil                           | Championnat du monde d'endurance FIA 2023                                                                                    |        |
| Thomas Neubauer (en)            | France                           | GT World Challenge Europe 2023                                                                                               |        |
| Colin Noble                     | Royaume-Uni                      | Michelin Le Mans Cup 2023 |        |
| Clément Novalak                 | France                           | Championnat de Formule 2 2023                                                                                                |        |
| Tristan Nunez                   | États-Unis                       | WeatherTech SportsCar Championship 2022                                                                                      |        |
| Christoffer Nygaard             | Danemark                         | Championnat du monde d'endurance FIA 2015                                                                                    |        |
| Patricio O'Ward                 | Mexique                          | IndyCar Series 2023 |        |
| Tom Onslow-Cole (en)            | Mexique                          | GT World Challenge Europe Sprint Cup 2020                                                                                    |        |
| Lucas Ordóñez                   | Espagne                          | 2019 Intercontinental GT Challenge                                                                                           |        |
| Stéphane Ortelli                | Monaco                           | 2019 GT World Challenge Europe                                                                                               |        |
| Egor Orudzhev                   | Kirghizistan/ Russie             | 2023 Lamborghini Super Trofeo Europe                                                                                         |        |
| Joe Osborne (en)                | Royaume-Uni                      | 2022 International GT Open                                                                                                   |        |
| Hiroki Otsu (en)                | Japon                            | 2023 Super Formula Championship/Super GT 2023                                                                                |        |
| Steve Owen (en)                 | Australie                        | 2019 Toyota 86 Racing Series Australie                                                                                       |        |
| Will Owen (en)                  | États-Unis                       | 2023 GT4 America Series |        |
| Álex Palou                      | Espagne                          | IndyCar Series 2023 |        |
| Nelson Panciatici               | France                           | 2022 Italian GT Championship                                                                                                 |        |
| Max Papis                       | Italie                           | United SportsCar Championship 2015                                                                                           |        |
| Mike Parisy                     | France                           | 2023 GT4 European Series |        |
| Matt Parry (en)                 | Royaume-Uni                      | Blancpain GT Series Endurance Cup 2019                                                                                       |        |
| Nicky Pastorelli                | Pays-Bas                         | 2019 24H GT Series |        |
| Milos Pavlovic (en)             | Serbia                           | 2023 International GT Open                                                                                                   |        |
| Nick Percat (en)                | Australie                        | 2023 Supercars Championship                                                                                                  |        |
| Dylan Pereira                   | Luxembourg                       | GT World Challenge Europe Endurance Cup 2023                                                                                 |        |
| Jack Perkins (en)               | Australie                        | 2023 Super2 Series |        |
| Alex Peroni                     | Australie                        | GT World Challenge Europe Endurance Cup 2023                                                                                 |        |
| Gianluca Petecof                | Brésil                           | 2023 Stock Car Pro Series |        |
| Alessio Picariello              | Belgique                         | Championnat du monde d'endurance FIA 2023/2023 GT World Challenge Asia/European Le Mans Series 2023                          |        |
| Andrea Piccini                  | Italie                           | Championnat du monde d'endurance FIA 2021                                                                                    |        |
| Giacomo Piccini                 | Italie                           | Michelin Le Mans Cup 2020 |        |
| Spencer Pigot                   | États-Unis                       | WeatherTech SportsCar Championship 2021/2021 Michelin Pilot Challenge                                                        |        |
| Ramon Pineiro (en)              | Espagne                          | Championnat de Formule 2 2011                                                                                                |        |
| Edoardo Piscopo                 | Italie                           | 2022 Lamborghini Super Trofeo North America                                                                                  |        |
| David Pittard                   | Royaume-Uni                      | WeatherTech SportsCar Championship 2023                                                                                      |        |
| Andrea Pizzitola                | France                           | European Le Mans Series 2019                                                                                                 |        |
| Antônio Pizzonia                | Brésil                           | 2023 BOSS GP |        |
| Jim Pla                         | Royaume-Uni                      | GT World Challenge Europe Sprint Cup 2023/2023 Lamborghini Super Trofeo Europe                                               |        |
| Martin Plowman                  | Royaume-Uni                      | 2023 British GT Championship                                                                                                 |        |
| Vito Postiglione (en)           | Italie                           | 2023 Italian GT Championship                                                                                                 | [ 17 ] |
| Thomas Preining                 | Autriche                         | GT World Challenge Europe Endurance Cup 2023/Championnat DTM 2023                                                            |        |
| Alexandre Prémat                | France                           | 2023 Lamborghini Super Trofeo North America                                                                                  |        |
| Sebastian Priaulx (en)          | Royaume-Uni                      | WeatherTech SportsCar Championship 2023                                                                                      |        |
| Leonardo Pulcini                | Italie                           | GT World Challenge Europe Endurance Cup 2023                                                                                 |        |
| James Pull (en)                 | Royaume-Uni                      | 2021 GT World Challenge Europe Endurance Cup                                                                                 |        |
| Scott Pye (en)                  | Australie                        | 2023 Supercars Championship                                                                                                  |        |
| Adrian Quaife-Hobbs             | Royaume-Uni                      | Michelin Le Mans Cup 2016 |        |
| Klark Quinn (en)                | Australie                        | 2016 Australien GT Championship                                                                                              |        |
| Martin Ragginger (en)           | Autriche                         | 2023 Nürburgring Langstrecken Series                                                                                         |        |
| Graham Rahal                    | États-Unis                       | IndyCar Series 2023 |        |
| César Ramos (en)                | Brésil                           | 2023 Stock Car Pro Series |        |
| Oliver Rasmussen                | Danemark                         | Championnat du monde d'endurance FIA 2023                                                                                    |        |
| Sean Rayhall                    | États-Unis                       | European Le Mans Series 2018/WeatherTech SportsCar Championship 2018/Michelin Le Mans Cup 2018/2018 IMSA Prototype Challenge |        |
| Karl Reindler (en)              | Australie                        | 2017 Supercars Championship                                                                                                  |        |
| Robert Renauer (en)             | Allemagne                        | GT World Challenge Europe Endurance Cup 2023                                                                                 |        |
| David Reynolds (en)             | Australie                        | 2023 Supercars Championship                                                                                                  |        |
| Alex Riberas                    | Espagne                          | WeatherTech SportsCar Championship 2023/Championnat du monde d'endurance FIA 2023                                            |        |
| Giacomo Ricci                   | Italie                           | 2013 Auto GP season | [ 18 ] |
| Buddy Rice                      | États-Unis                       | WeatherTech SportsCar Championship 2017                                                                                      |        |
| Stéphane Richelmi               | Monaco                           | Michelin Le Mans Cup 2023 |        |
| Rinus VeeKay                    | Pays-Bas                         | IndyCar Series 2023 |        |
| Ricardo Risatti                 | Argentine                        | 2023 Turismo Carretera |        |
| Charlie Robertson (en)          | Royaume-Uni                      | 2021 British GT Championship                                                                                                 |        |
| Felix Rosenqvist                | Suède                            | IndyCar Series 2023 |        |
| Arthur Rougier                  | France                           | GT World Challenge Europe Endurance Cup 2023                                                                                 |        |
| Paolo Ruberti                   | Italie                           | European Le Mans Series 2021/Michelin Le Mans Cup 2021                                                                       |        |
| Roman Rusinov                   | Russie                           | European Le Mans Series 2021                                                                                                 |        |
| Matías Russo                    | Argentine                        | 2022 Top Race V6 Argentine                                                                                                   |        |
| Sebastián Saavedra              | Colombie                         | 2023 Lamborghini Super Trofeo North America                                                                                  |        |
| Edward Sandström                | Suède                            | 2018 Nürburgring Langstrecken Series                                                                                         |        |
| Ukyo Sasahara                   | Japon                            | 2023 Super Formula Championship/Super GT 2023                                                                                |        |
| Daiki Sasaki (en)               | Japon                            | Super GT 2023 |        |
| Frederik Schandorff             | Danemark                         | European Le Mans Series 2023/WeatherTech SportsCar Championship 2023                                                         |        |
| Fabio Scherer                   | Suisse                           | Championnat du monde d'endurance FIA 2023                                                                                    |        |
| Fabian Schiller (en)            | Allemagne                        | GT World Challenge Europe Endurance Cup 2023/2023 GT World Challenge Asia/2023 International GT Open                         |        |
| Jeff Segal                      | États-Unis                       | 2020 GT World Challenge America                                                                                              |        |
| Yuhi Sekiguchi                  | Japon                            | Super GT 2023/2023 Super Formula Championship                                                                                |        |
| Bryan Sellers                   | États-Unis                       | 2023 GT World Challenge America                                                                                              |        |
| Oriol Servià                    | Espagne                          | IndyCar Series 2019 |        |
| Sérgio Sette Câmara             | Brésil                           | Championnat du monde de Formule E FIA 2022-2023                                                                              |        |
| Jan Seyffarth (en)              | Allemagne                        | 2019 Nürburgring Langstrecken Series                                                                                         |        |
| Gordon Shedden (en)             | Royaume-Uni                      | 2022 British Touring Car Championship                                                                                        |        |
| Mark Shulzhitskiy (en)          | Russie                           | Blancpain Sprint Series 2015                                                                                                 |        |
| Norbert Siedler (en)            | Autriche                         | 2022 ADAC GT Masters |        |
| Jean-Baptiste Simmenauer        | France                           | GT World Challenge Europe 2023                                                                                               |        |
| Andreas Simonsen (en)           | Suède                            | 2019 VLN Series |        |
| Mike Simpson (en)               | Royaume-Uni                      | 2017 British GT Championship                                                                                                 |        |
| Josh Skelton (en)               | Royaume-Uni                      | Michelin Le Mans Cup 2023 |        |
| Tim Slade (en)                  | Australie                        | 2023 Supercars Championship                                                                                                  |        |
| Guy Smith                       | Royaume-Uni                      | European Le Mans Series 2023                                                                                                 |        |
| Maxime Soulet                   | Belgique                         | GT World Challenge Europe Endurance Cup 2023                                                                                 |        |
| Loris Spinelli (en)             | Italie                           | WeatherTech SportsCar Championship 2023                                                                                      |        |
| Jamie Stanley (en)              | Royaume-Uni                      | 2023 International GT Open                                                                                                   |        |
| Dean Stoneman                   | Royaume-Uni                      | 2020 Lamborghini Super Trofeo Europe                                                                                         |        |
| Ashley Sutton (en)              | Royaume-Uni                      | 2023 British Touring Car Championship                                                                                        |        |
| Mitsunori Takaboshi (en)        | Japon                            | Super GT 2023 |        |
| Adrien Tambay                   | France                           | 2022 FIA eTCR |        |
| Duncan Tappy                    | Royaume-Uni                      | European Le Mans Series 2022                                                                                                 |        |
| Salvatore Tavano                | Italie                           | 2022 TCR Italie |        |
| Aaron Telitz                    | États-Unis                       | WeatherTech SportsCar Championship 2023                                                                                      |        |
| Larry ten Voorde (en)           | Pays-Bas                         | 2023 Porsche Supercup |        |
| Peter Terting                   | Allemagne                        | 2020 DTM Trophy |        |
| Ryuichiro Tomita (en)           | Japon                            | Super GT 2023 |        |
| Sam Tordoff (en)                | Royaume-Uni                      | 2019 British Touring Car Championship                                                                                        |        |
| Simon Trummer                   | Suisse                           | Championnat du monde d'endurance FIA 2021                                                                                    |        |
| Ho-Pin Tung                     | Pays-Bas/ Chine                  | Championnat du monde d'endurance FIA 2019-2020                                                                               |        |
| Colin Turkington                | Royaume-Uni                      | 2023 British Touring Car Championship                                                                                        |        |
| Darren Turner                   | Royaume-Uni                      | 2022 British GT Championship                                                                                                 |        |
| Santiago Urrutia                | Uruguay                          | 2023 TCR World Tour |        |
| Carlo Van Dam                   | Pays-Bas                         | 2023 Nürburgring Langstrecken Series                                                                                         |        |
| Chris Van der Drift             | Nouvelle-Zélande                 | 2023 Porsche Carerra Cup Asia                                                                                                |        |
| Tijmen van der Helm             | Pays-Bas                         | WeatherTech SportsCar Championship 2023/European Le Mans Series 2023                                                         |        |
| Jaap Van Lagen                  | Pays-Bas                         | 2023 Porsche Supercup |        |
| Job van Uitert                  | Pays-Bas                         | European Le Mans Series 2023                                                                                                 |        |
| Tristan Vautier                 | France                           | Championnat du monde d'endurance FIA 2023/European Le Mans Series 2023                                                       |        |
| Matthieu Vaxiviere              | France                           | Championnat du monde d'endurance FIA 2023/European Le Mans Series 2023                                                       |        |
| Zach Veach (en)                 | États-Unis                       | WeatherTech SportsCar Championship 2021                                                                                      |        |
| Giovanni Venturini (en)         | Italie                           | 2022 FIA eTCR |        |
| Neil Verhagen (en)              | États-Unis                       | GT World Challenge Europe Endurance Cup 2023                                                                                 |        |
| Richard Verschoor               | Pays-Bas                         | Championnat de Formule 2 2023                                                                                                |        |
| Jos Verstappen                  | Pays-Bas                         | Le Mans Series 2008 |        |
| Frédéric Vervisch               | Belgique                         | GT World Challenge Europe 2023/2023 TCR World Tour                                                                           |        |
| Ander Vilariño                  | Espagne                          | 2020 NASCAR Whelen Euro Series                                                                                               |        |
| Bent Viscaal                    | Pays-Bas                         | Championnat du monde d'endurance FIA 2023                                                                                    |        |
| Cameron Waters (en)             | Australie                        | 2023 Supercars Championship                                                                                                  |        |
| Andrew Watson (en)              | Royaume-Uni                      | 2023 British Touring Car Championship                                                                                        |        |
| Oliver Webb                     | Royaume-Uni                      | 2023 British GT Championship                                                                                                 |        |
| Karl Wendlinger                 | Autriche                         | 2016 ADAC GT Masters |        |
| Jeff Westphal (en)              | États-Unis                       | 2023 Michelin Pilot Challenge                                                                                                |        |
| Mark Wilkins (en)               | Canada                           | 2023 Michelin Pilot Challenge                                                                                                |        |
| Oliver Wilkinson (en)           | Royaume-Uni                      | GT World Challenge Europe Endurance Cup 2022                                                                                 |        |
| Lewis Williamson (en)           | Royaume-Uni                      | 2022 British GT Championship/2022 Lamborghini Super Trofeo Europe                                                            |        |
| Mark Winterbottom (en)          | Australie                        | 2023 Supercars Championship                                                                                                  |        |
| Dale Wood (en)                  | Australie                        | 2023 Porsche Carrera Cup Australie                                                                                           |        |
| Kenta Yamashita                 | Japon                            | 2023 Super Formula Championship/Super GT 2023                                                                                |        |
| Hideki Yamauchi (en)            | Japon                            | Super GT 2023 | [ 7 ]  |
| Masataka Yanagida               | Japon                            | Super GT 2023 | [ 19 ] |
| Hironobu Yasuda (en)            | Japon                            | Super GT 2023 | [ 7 ]  |
| Ye Yifei                        | Chine                            | Championnat du monde d'endurance FIA 2023                                                                                    |        |
| Alex Yoong                      | Malaisie                         | 2018 Blancpain GT Series Asia                                                                                                |        |
| Daniel Zampieri                 | Italie                           | 2021 Italian GT Championship                                                                                                 |        |
| Marius Zug (en)                 | Allemagne                        | GT World Challenge Europe Endurance Cup 2023                                                                                 |        |